# Jonathan Walters
Jonathan Ronald Walters (Birkenhead, 20 settembre 1983) è un ex calciatore irlandese, di ruolo attaccante.
Assieme a Robert Huth, Kenwyne Jones, Dean Whitehead, Ryan Shotton, è primatista di presenze (10) con la maglia dello Stoke City nelle competizioni calcistiche europee.

## Carriera

### Club
Walters iniziò la carriera nelle giovanili del Blackburn Rovers, dove segnò in maniera prolifica; non riuscì però mai ad imporsi in prima squadra. Si trasferì così al Bolton Wanderers in cambio di 50.000 sterline. Con i Trotters effettuò il suo debutto professionistico nei minuti finali della sconfitta per due a uno contro il Charlton Athletic, quando sostituì Per Frandsen. Nel 2003 fu prestato allo Hull City. Al suo esordio con i Tigers, segnò una doppietta nel cinque a uno inflitto al Carlisle United. Dopo questo periodo in prestito, tornò momentaneamente al Bolton che lo cedette poi al Crewe Alexandra. Non disputò alcuna partita, però, a causa di un'infezione al dente. L'anno seguente venne prestato al Barnsley, giocando otto partite per i Tykes. Firmò nuovamente per l'Hull City nel 2004, ma questa volta il trasferimento fu permanente. A febbraio 2005 fu prestato allo Scunthorpe United per un mese e giocò tre partite. Dopo sole due reti per l'Hull, fu venduto al Wrexham. Dopo una sola stagione al club, però, si legò ai rivali del Chester City. Con questa squadra segnò 9 reti in 26 incontri e attirò su di sé l'interesse di diversi club.
A gennaio 2007, Walters si accordò con l'Ipswich Town, che lo acquistò in cambio di 150.000 sterline dopo essere stato impressionato nell'incontro valido per la FA Cup 2006-2007 del mese precedente. Il 3 marzo 2007 segnò la prima rete per il nuovo club, nel successo per due a uno sul Queens Park Rangers a Portman Road. Ha segnato la prima tripletta della sua carriera nel sei a zero sul Bristol City nel mese di novembre.
Il 12 gennaio 2008 prolungò il suo contratto con il club fino al 30 giugno 2011. Andò sotto i ferri per un problema al ginocchio il 19 marzo e ritornò in azione contro il Norwich City il 13 aprile, in anticipo rispetto al previsto. La sua stagione fu anche premiata con il titolo di giocatore dell'anno secondo gli altri calciatori e per la Boxholders' & Corporate Sponsors. Nel mese di ottobre rinnovò nuovamente il contratto, per un'altra stagione. Il 31 ottobre 2009 vestì la fascia da capitano per la partita contro il Derby County, prima vittoria stagionale dell'Ipswich Town.
Il 18 agosto 2010 passò allo Stoke City in cambio di 2.750.000 sterline, firmando un contratto quadriennale. Debuttò per i Potters il 21 agosto, nella sfida contro il Tottenham Hotspur. Realizzò la prima rete tre giorni dopo, nel match di Football League Cup 2010-2011 contro lo Shrewsbury Town. La prima rete nella massima divisione inglese, invece, arrivò il 2 ottobre: fu suo l'uno a zero decisivo al Blackburn. Dopo questa prestazione, Walters ricevette i complimenti da parte di Sam Allardyce e Tony Pulis. Segnò poi una doppietta ai danni del West Bromwich Albion, il primo su calcio di rigore ed il secondo ribadendo in rete una respinta del portiere avversario Scott Carson. Siglò una doppietta anche in FA Cup, ai danni del Cardiff City. Il 12 gennaio 2013 contro il Chelsea segna due autogol, riuscendo anche a sbagliare un rigore. Comincia la stagione 2013-2014 facendosi parare da Simon Mignolet un rigore all'88º minuto ad Anfield, nella sconfitta esterna dello Stoke City contro il Liverpool per 1-0, non riuscendo così a portare la sua squadra al pareggio.
Nel 2017, dopo ben 7 anni allo Stoke, si trasferisce al Burnley. Tuttavia la sua avventura non è molto fortunata, tanto che (dopo 3 partite disputate) viene ceduto in prestito all'Ipswich Town, dove torna dopo 8 anni. Non fortunata la sua esperienza all'Ipswich (dove gioca solo 3 gare), fa ritorno al Burnley, salvo poi ritirarsi il 22 marzo 2019 dopo non avere disputato alcuna gara con il club per problemi fisici.

### Nazionale
Walters debuttò per l'Irlanda under 21 nel successo per due a zero della sua squadra sulla Svizzera under 21: fu sua la doppietta che decise il match. Nel 2007 giocò anche per la squadra B dell'Irlanda, contro la squadra B scozzese. Nel 2010, il commissario tecnico della selezione irlandese Giovanni Trapattoni aprì alla possibilità di convocarlo in nazionale maggiore. Debuttò nel novembre dello stesso anno, nell'amichevole contro la Norvegia. Viene convocato per Euro 2012.
Il 17 novembre 2015 Walters segna una doppietta nello spareggio di qualificazione tra Bosnia ed Irlanda, permettendo a quest'ultima di qualificarsi ad Euro 2016. Viene poi convocato per la manifestazione in Francia, in cui gioca 2 delle 4 gare dell'Irlanda.
Conclude la sua carriera in Nazionale nel 2018, dopo 54 partite e 14 reti segnate, affermandosi come uno dei migliori giocatori della selezione irlandese.

## Statistiche

### Presenze e reti nei club
Statistiche aggiornate al 12 marzo 2016.
| Stagione            | Squadra             | Campionato          | Campionato | Campionato | Coppe nazionali | Coppe nazionali | Coppe nazionali | Coppe continentali | Coppe continentali | Coppe continentali | Altre coppe | Altre coppe | Altre coppe | Totale | Totale |
| Stagione            | Squadra             | Comp                | Pres       | Reti       | Comp            | Pres            | Reti            | Comp               | Pres               | Reti               | Comp        | Pres        | Reti        | Pres   | Reti   |
| ------------------- | ------------------- | ------------------- | ---------- | ---------- | --------------- | --------------- | --------------- | ------------------ | ------------------ | ------------------ | ----------- | ----------- | ----------- | ------ | ------ |
| 2004-feb. 2005      | Hull City           | FL1                 | 16         | 1          | FACup+CdL       | 2+1             | 1+0             | -                  | -                  | -                  | FLT         | 0           | 0           | 19     | 2      |
| feb.-mar. 2005      | Scunthorpe United   | FL2                 | 3          | 0          | FACup+CdL       | -               | -               | -                  | -                  | -                  | FLT         | -           | -           | 3      | 0      |
| mar.-giu. 2005      | Hull City           | FL1                 | 5          | 0          | FACup+CdL       | -               | -               | -                  | -                  | -                  | FLT         | -           | -           | 5      | 0      |
| Totale Hull City    | Totale Hull City    | Totale Hull City    | 21         | 1          |                 | 3               | 1               |                    | -                  | -                  |             | 0           | 0           | 24     | 2      |
| 2005-2006           | Wrexham             | FL2                 | 38         | 5          | FACup+CdL       | 1+1             | 0               | -                  | -                  | -                  | FLT         | 1           | 0           | 41     | 5      |
| 2006-gen. 2007      | Chester City        | FL2                 | 26         | 9          | FACup+CdL       | 5+1             | 1+0             | -                  | -                  | -                  | FLT         | 1           | 0           | 33     | 10     |
| gen.-giu. 2007      | Ipswich Town        | FLC                 | 16         | 4          | FACup+CdL       | 0               | 0               | -                  | -                  | -                  | -           | -           | -           | 16     | 4      |
| 2007-2008           | Ipswich Town        | FLC                 | 40         | 13         | FACup+CdL       | 0+1             | 0               | -                  | -                  | -                  | -           | -           | -           | 41     | 13     |
| 2008-2009           | Ipswich Town        | FLC                 | 36         | 5          | FACup+CdL       | 2+3             | 1+1             | -                  | -                  | -                  | -           | -           | -           | 41     | 7      |
| 2009-2010           | Ipswich Town        | FLC                 | 43         | 8          | FACup+CdL       | 2+2             | 0               | -                  | -                  | -                  | -           | -           | -           | 47     | 8      |
| ago. 2010           | Ipswich Town        | FLC                 | 1          | 0          | FACup+CdL       | 0               | 0               | -                  | -                  | -                  | -           | -           | -           | 1      | 0      |
| Totale Ipswich Town | Totale Ipswich Town | Totale Ipswich Town | 136        | 30         |                 | 10              | 2               |                    | -                  | -                  |             | -           | -           | 146    | 32     |
| ago. 2010-2011      | Stoke City          | PL                  | 36         | 6          | FACup+CdL       | 7+3             | 5+1             | -                  | -                  | -                  | -           | -           | -           | 46     | 12     |
| 2011-2012           | Stoke City          | PL                  | 38         | 7          | FACup+CdL       | 4+2             | 2+0             | UEL                | 10                 | 2                  | -           | -           | -           | 54     | 11     |
| 2012-2013           | Stoke City          | PL                  | 38         | 8          | FACup+CdL       | 3+1             | 2+1             | -                  | -                  | -                  | -           | -           | -           | 42     | 11     |
| 2013-2014           | Stoke City          | PL                  | 32         | 5          | FACup+CdL       | 2+2             | 0               | -                  | -                  | -                  | -           | -           | -           | 36     | 5      |
| 2014-2015           | Stoke City          | PL                  | 32         | 8          | FACup+CdL       | 2+2             | 1+2             | -                  | -                  | -                  | -           | -           | -           | 36     | 11     |
| 2015-2016           | Stoke City          | PL                  | 27         | 5          | FACup+CdL       | 1+5             | 1+2             | -                  | -                  | -                  | -           | -           | -           | 29     | 7      |
| Totale Stoke City   | Totale Stoke City   | Totale Stoke City   | 203        | 39         |                 | 34              | 17              |                    | 10                 | 2                  |             | -           | -           | 247    | 58     |
| Totale carriera     | Totale carriera     | Totale carriera     | 427        | 84         |                 | 55              | 21              |                    | 10                 | 2                  |             | 2           | 0           | 494    | 107    |

### Cronologia presenze e reti in Nazionale
| Cronologia completa delle presenze e delle reti in nazionale ― Irlanda | Cronologia completa delle presenze e delle reti in nazionale ― Irlanda | Cronologia completa delle presenze e delle reti in nazionale ― Irlanda | Cronologia completa delle presenze e delle reti in nazionale ― Irlanda | Cronologia completa delle presenze e delle reti in nazionale ― Irlanda | Cronologia completa delle presenze e delle reti in nazionale ― Irlanda | Cronologia completa delle presenze e delle reti in nazionale ― Irlanda | Cronologia completa delle presenze e delle reti in nazionale ― Irlanda |
| Data                                                                   | Città                                                                  | In casa                                                                | Risultato                                                              | Ospiti                                                                 | Competizione                                                           | Reti                                                                   | Note                                                                   |
| ---------------------------------------------------------------------- | ---------------------------------------------------------------------- | ---------------------------------------------------------------------- | ---------------------------------------------------------------------- | ---------------------------------------------------------------------- | ---------------------------------------------------------------------- | ---------------------------------------------------------------------- | ---------------------------------------------------------------------- |
| 17-11-2010                                                             | Dublino                                                                | Irlanda                                                                | 1 – 2                                                                  | Norvegia                                                               | Amichevole                                                             | -                                                                      | 46’                                                                    |
| 8-2-2011                                                               | Dublino                                                                | Irlanda                                                                | 3 – 0                                                                  | Galles                                                                 | Amichevole                                                             | -                                                                      |                                                                        |
| 11-10-2011                                                             | Dublino                                                                | Irlanda                                                                | 2 – 1                                                                  | Armenia                                                                | Qual. Euro 2012                                                        | -                                                                      | 80’                                                                    |
| 11-11-2011                                                             | Tallinn                                                                | Estonia                                                                | 0 – 4                                                                  | Irlanda                                                                | Qual. Euro 2012                                                        | 1                                                                      | 83’                                                                    |
| 29-2-2012                                                              | Dublino                                                                | Irlanda                                                                | 1 – 1                                                                  | Rep. Ceca                                                              | Amichevole                                                             | -                                                                      | 71’                                                                    |
| 26-5-2012                                                              | Dublino                                                                | Irlanda                                                                | 1 – 0                                                                  | Bosnia ed Erzegovina                                                   | Amichevole                                                             | -                                                                      | 62’                                                                    |
| 4-6-2012                                                               | Budapest                                                               | Ungheria                                                               | 0 – 0                                                                  | Irlanda                                                                | Amichevole                                                             | -                                                                      | 46’                                                                    |
| 10-6-2012                                                              | Poznań                                                                 | Croazia                                                                | 3 – 1                                                                  | Irlanda                                                                | Euro 2012 - 1º turno                                                   | -                                                                      | 53’                                                                    |
| 14-6-2012                                                              | Danzica                                                                | Irlanda                                                                | 0 – 4                                                                  | Spagna                                                                 | Euro 2012 - 1º turno                                                   | -                                                                      | 46’                                                                    |
| 18-6-2012                                                              | Poznań                                                                 | Italia                                                                 | 2 – 0                                                                  | Irlanda                                                                | Euro 2012 - 1º turno                                                   | -                                                                      | 76’                                                                    |
| 15-8-2012                                                              | Belgrado                                                               | Serbia                                                                 | 0 – 0                                                                  | Irlanda                                                                | Amichevole                                                             | -                                                                      | 79’                                                                    |
| 7-9-2012                                                               | Astana                                                                 | Kazakistan                                                             | 1 – 2                                                                  | Irlanda                                                                | Qual. Mondiali 2014                                                    | -                                                                      | 70’                                                                    |
| 12-10-2012                                                             | Dublino                                                                | Irlanda                                                                | 1 – 6                                                                  | Germania                                                               | Qual. Mondiali 2014                                                    | -                                                                      |                                                                        |
| 16-10-2012                                                             | Tórshavn                                                               | Fær Øer                                                                | 1 – 4                                                                  | Irlanda                                                                | Qual. Mondiali 2014                                                    | 1                                                                      |                                                                        |
| 6-2-2013                                                               | Dublino                                                                | Irlanda                                                                | 2 – 0                                                                  | Polonia                                                                | Amichevole                                                             | -                                                                      | 71’                                                                    |
| 22-3-2013                                                              | Solna                                                                  | Svezia                                                                 | 0 – 0                                                                  | Irlanda                                                                | Qual. Mondiali 2014                                                    | -                                                                      |                                                                        |
| 26-3-2013                                                              | Dublino                                                                | Irlanda                                                                | 2 – 2                                                                  | Austria                                                                | Qual. Mondiali 2014                                                    | 2                                                                      |                                                                        |
| 29-5-2013                                                              | Londra                                                                 | Inghilterra                                                            | 1 – 1                                                                  | Irlanda                                                                | Amichevole                                                             | -                                                                      | 82’                                                                    |
| 7-6-2013                                                               | Dublino                                                                | Irlanda                                                                | 3 – 0                                                                  | Fær Øer                                                                | Qual. Mondiali 2014                                                    | -                                                                      | 63’                                                                    |
| 14-8-2013                                                              | Cardiff                                                                | Galles                                                                 | 0 – 0                                                                  | Irlanda                                                                | Amichevole                                                             | -                                                                      | 84’                                                                    |
| 6-9-2013                                                               | Dublino                                                                | Irlanda                                                                | 1 – 2                                                                  | Svezia                                                                 | Qual. Mondiali 2014                                                    | -                                                                      | 68’                                                                    |
| 10-9-2013                                                              | Vienna                                                                 | Austria                                                                | 1 – 0                                                                  | Irlanda                                                                | Qual. Mondiali 2014                                                    | -                                                                      |                                                                        |
| 15-11-2013                                                             | Dublino                                                                | Irlanda                                                                | 3 – 0                                                                  | Lettonia                                                               | Amichevole                                                             | -                                                                      | 73’                                                                    |
| 19-11-2013                                                             | Poznań                                                                 | Polonia                                                                | 0 – 0                                                                  | Irlanda                                                                | Amichevole                                                             | -                                                                      | Cap.                                                                   |
| 5-3-2014                                                               | Dublino                                                                | Irlanda                                                                | 1 – 2                                                                  | Serbia                                                                 | Amichevole                                                             | -                                                                      | 72’                                                                    |
| 25-5-2014                                                              | Dublino                                                                | Irlanda                                                                | 1 – 2                                                                  | Turchia                                                                | Amichevole                                                             | 1                                                                      | 66’                                                                    |
| 10-6-2014                                                              | East Rutherford                                                        | Irlanda                                                                | 1 – 5                                                                  | Portogallo                                                             | Amichevole                                                             | -                                                                      | Cap. 63’                                                               |
| 7-9-2014                                                               | Tbilisi                                                                | Georgia                                                                | 1 – 2                                                                  | Irlanda                                                                | Qual. Euro 2016                                                        | -                                                                      | 36’                                                                    |
| 14-10-2014                                                             | Gelsenkirchen                                                          | Germania                                                               | 1 – 1                                                                  | Irlanda                                                                | Qual. Euro 2016                                                        | -                                                                      |                                                                        |
| 17-10-2014                                                             | Glasgow                                                                | Scozia                                                                 | 1 – 0                                                                  | Irlanda                                                                | Qual. Euro 2016                                                        | -                                                                      |                                                                        |
| 29-3-2015                                                              | Dublino                                                                | Irlanda                                                                | 1 – 1                                                                  | Polonia                                                                | Qual. Euro 2016                                                        | -                                                                      |                                                                        |
| 7-6-2015                                                               | Dublino                                                                | Irlanda                                                                | 0 – 0                                                                  | Inghilterra                                                            | Amichevole                                                             | -                                                                      | 56’                                                                    |
| 13-6-2015                                                              | Dublino                                                                | Irlanda                                                                | 1 – 1                                                                  | Scozia                                                                 | Qual. Euro 2016                                                        | 1                                                                      |                                                                        |
| 4-9-2015                                                               | Faro                                                                   | Gibilterra                                                             | 0 – 4                                                                  | Irlanda                                                                | Qual. Euro 2016                                                        | -                                                                      | 42’                                                                    |
| 7-9-2015                                                               | Dublino                                                                | Irlanda                                                                | 1 – 0                                                                  | Georgia                                                                | Qual. Euro 2016                                                        | 1                                                                      |                                                                        |
| 8-10-2015                                                              | Dublino                                                                | Irlanda                                                                | 1 – 0                                                                  | Germania                                                               | Qual. Euro 2016                                                        | -                                                                      |                                                                        |
| 11-10-2015                                                             | Varsavia                                                               | Polonia                                                                | 2 – 1                                                                  | Irlanda                                                                | Qual. Euro 2016                                                        | 1                                                                      | 90’                                                                    |
| 16-11-2015                                                             | Dublino                                                                | Irlanda                                                                | 2 – 0                                                                  | Bosnia ed Erzegovina                                                   | Qual. Euro 2016                                                        | 2                                                                      |                                                                        |
| 27-5-2016                                                              | Dublino                                                                | Irlanda                                                                | 1 – 1                                                                  | Paesi Bassi                                                            | Amichevole                                                             | -                                                                      |                                                                        |
| 13-6-2016                                                              | Saint-Denis                                                            | Irlanda                                                                | 1 – 1                                                                  | Svezia                                                                 | Euro 2016 - 1º turno                                                   | -                                                                      | 64’                                                                    |
| 26-6-2016                                                              | Lione                                                                  | Francia                                                                | 2 – 1                                                                  | Irlanda                                                                | Euro 2016 - Ottavi di finale                                           | -                                                                      | 65’                                                                    |
| 31-8-2016                                                              | Dublino                                                                | Irlanda                                                                | 4 – 0                                                                  | Oman                                                                   | Amichevole                                                             | 2                                                                      |                                                                        |
| 5-9-2016                                                               | Belgrado                                                               | Serbia                                                                 | 2 – 2                                                                  | Irlanda                                                                | Qual. Mondiali 2018                                                    | -                                                                      |                                                                        |
| 6-10-2016                                                              | Dublino                                                                | Irlanda                                                                | 1 – 0                                                                  | Georgia                                                                | Qual. Mondiali 2018                                                    | -                                                                      | 79’                                                                    |
| 9-10-2016                                                              | Chișinău                                                               | Moldavia                                                               | 1 – 3                                                                  | Irlanda                                                                | Qual. Mondiali 2018                                                    | -                                                                      | 88’                                                                    |
| 12-11-2016                                                             | Vienna                                                                 | Austria                                                                | 0 – 1                                                                  | Irlanda                                                                | Qual. Mondiali 2018                                                    | -                                                                      |                                                                        |
| 24-3-2017                                                              | Dublino                                                                | Irlanda                                                                | 0 – 0                                                                  | Galles                                                                 | Qual. Mondiali 2018                                                    | -                                                                      |                                                                        |
| 4-6-2017                                                               | Dublino                                                                | Irlanda                                                                | 3 – 1                                                                  | Uruguay                                                                | Amichevole                                                             | 1                                                                      | Cap. 61’                                                               |
| 11-6-2017                                                              | Dublino                                                                | Irlanda                                                                | 1 – 1                                                                  | Austria                                                                | Qual. Mondiali 2018                                                    | 1                                                                      |                                                                        |
| 2-9-2017                                                               | Tbilisi                                                                | Georgia                                                                | 1 – 1                                                                  | Irlanda                                                                | Qual. Mondiali 2018                                                    | -                                                                      |                                                                        |
| 5-9-2017                                                               | Dublino                                                                | Irlanda                                                                | 0 – 1                                                                  | Serbia                                                                 | Qual. Mondiali 2018                                                    | -                                                                      | Cap.                                                                   |
| 28-5-2018                                                              | Saint-Denis                                                            | Francia                                                                | 2 – 0                                                                  | Irlanda                                                                | Amichevole                                                             | -                                                                      | 60’                                                                    |
| 2-6-2018                                                               | Dublino                                                                | Irlanda                                                                | 2 – 1                                                                  | Stati Uniti                                                            | Amichevole                                                             | -                                                                      |                                                                        |
| 6-9-2018                                                               | Cardiff                                                                | Galles                                                                 | 4 – 1                                                                  | Irlanda                                                                | UEFA Nations League 2018-2019 - 1º turno                               | -                                                                      |                                                                        |
| Totale                                                                 |                                                                        | Presenze                                                               | 54                                                                     |                                                                        | Reti (8º posto)                                                        | 14                                                                     |                                                                        |